# Valls de Pego

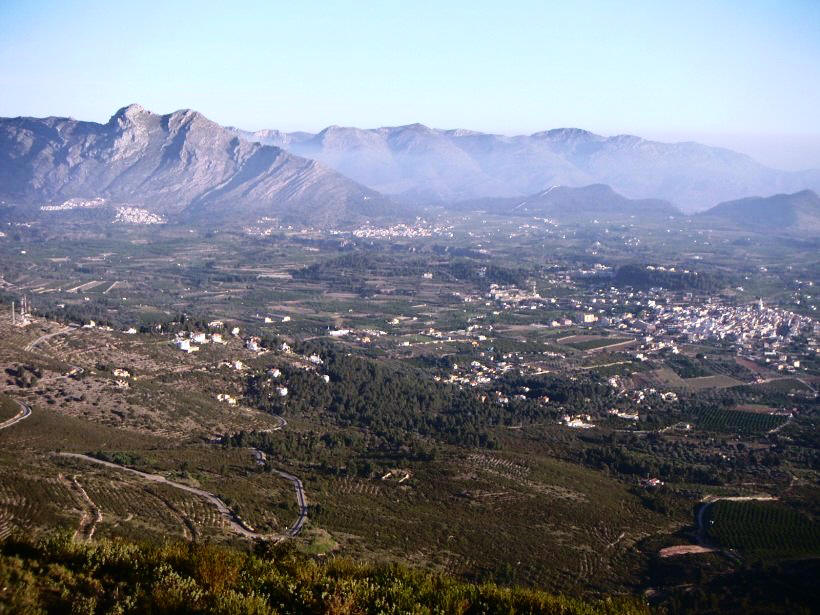
Valls de Pego. Al fons i a l'esquerra la muntanya del Cavall Verd.

Les Valls de Pego és una històrica comarca del País Valencià que actualment es troba integrada en la comarca de la Marina Alta. Apareix al mapa de comarques d'Emili Beüt "Comarques naturals del Regne de València" publicat l'any 1934.
Hi formaven part els municipis actuals de l'Atzúbia, Benigembla, Castell de Castells, Murla, Parcent, Pego, la Vall de Laguar, la Vall d'Alcalà, la Vall d'Ebo i la Vall de Gallinera, i ocupa les conques dels rius de Gallinera, Girona i de l'alt riu de Gorgos, que discorren entre les serres de la Safor, Segàrria, Laguar i Bèrnia.

## Geografia i Història de les Valls
Són unificades històricament per una intensa presència islàmica que culminà en les guerres i l'expulsió dels moriscs i, de retop, en una generalitzada repoblació mallorquina. El terreny, molt esquerp, és en bona part inculte, però els aiguavessos abancalats són sembrats d'oliveres, figueres, cirerers i vinya. A la part NW s'ha iniciat, per contaminació turística, el procés de parcel·lacions residencials. Hom distingeix, amb criteris més aviat històrics, set o vuit valls.
La vall d'Alcalà s'allarga entre les serres de Gallinera i Gellibre al N i la d'Alcalà al S, i constituïa una senyoria d'al-Azraq, que el 1262 passà a Arnau de Valeriola i el 1609 tenia 6 poblets moriscs, de 180 cases.
La vall de Pop, entre la serra de Laguar —amb el castell de Pop al Cavall Verd— i el Carrascal, comprenia les baronies de Murla i Parcent, amb Benigembla i el despoblat de Vernissa; Parcent fou saquejada el 1529 pels corsaris desembarcats a Xàbia amb el suport dels moriscs de la vall; el castell de Pop fou desmantellat el 1609.
La vall d'Ebo, sobre el riu d'Alcalà, amb dos castells islàmics, fou patrimoni del rei des del s. XIII, i el 1325 la cedí als comtes de Cardona, com la vall de Gallinera; de vuit poblats moriscs que en formaven part, alguns foren reocupats per mallorquins; el 1879 subsistien Benixuaip i Villans, esdevingut Ebo.
La vall de Gallinera corre entre la Safor, al nord, i la penya Foradada i serra de Segàrria al sud, amb el riu de Gallinera i la carretera de Cocentaina a Dénia; aixoplugava 15 poblets al principi del segle xvii, el 1879 només 10, suara 8 i ara 7 —car Llombai només conserva un estadà—: Alpatró, Benialí (la capital), Benissili, Benissivà, Benitaia i la Carrotja. La vall de Laguar (o d'Alanar), de l'alt Girona, al N de la serra homònima i al S dels Recingles, fou un bastió islàmic i morisc que resistí fins a la darrera batalla del 21 de novembre de 1609, quan restà acorralat Aḥmad al-Mallinī Beni Campell; els mallorquins repoblaren els tres llocs: Benimaurell o el Poble de Dalt, Fleix o el Poble d'Enmig i Campell o el Poble de Baix.
La vall de Pego estricta, de Mostalla a Segària, vigilada de ponent pel castell de Gallinera, al segle xiii englobava la senyoria de l'Atzúvia i la baronia de Pego, que passaren als Cardona al segle següent; repoblada després del 1609 —excepte Pego, de cristians de natura— hi quedaren molts llogarets abandonats, com Benigani, Beniparri, Castelló, Favara, Salomona, etc. Forna, que constituí al segle xiii una baronia, és ara un lloc agregat a l'Atzúvia. La Rectoria, rodalia més afí al Marquesat històric, és inclosa sovint dins les valls de Pego per algun autor.